# Eremorhax latus
Eremorhax latus es una especie de arácnido  del orden Solifugae de la familia Eremobatidae.

## Distribución geográfica
Se encuentra en Arizona y Nuevo México en (Estados Unidos).